# Druhá vláda Waldemara Pawlaka
Druhá vláda Waldemara Pawlaka byla od 26. října 1993 do 6. března 1995 polská vláda pod vedením Waldemara Pawlaka utvořená po předčasných parlamentních volbách v roce 1993. Jednalo se o koalici vítězného postkomunistického Svazu demokratické levice a druhé Polské lidové strany. Premiérem se na základě dohody stal předseda menší koaliční strany, SLD výměnou za to získalo křeslo maršálka Sejmu pro Józefa Oleksyho. Do prosince 1994 byla součástí koalice rovněž Unie práce.
V kabinetu zasedali rovněž zástupci Nestranického bloku pro podporu reforem, jejichž jmenování si vynutil prezident Lech Wałęsa. Ten měl být totiž na základě tzv. malé ústavy konzultován v případě jmenování ministrů zahraničí, národní obrany a vnitra. Wałęsa si to ale vyložil tak, že má právo je sám jmenovat. Premiér Pawlak tyto nominace akceptoval. Prezident ale pak odmítal také jmenovat ministra financí a pro to již neměl žádnou oporu v ústavě. Nakonec jej ale jmenoval. Tito "prezidentští ministři" ale otevřeně dávali najevo svou neloajalitu k vládě a její politice. Wałęsa se později dostal do sporu i s Pawlakem, jehož ještě dříve sám jmenoval premiérem, a hrozil rozpuštěním Sejmu. Koalice nakonec premiéra obětovala a pomocí konstruktivního vyslovení nedůvěry jej na počátku března 1995 nahradila Józefem Oleksym.

## Složení vlády
| Portfej                                                    | Ministr / člen vlády        | Strana    | Nástup do úřadu | Odchod z úřadu     |
| ---------------------------------------------------------- | --------------------------- | --------- | --------------- | ------------------ |
| Předseda vlády                                             | Waldemar Pawlak             | PSL       | 26. října 1993  | 1. března 1995     |
| Místopředseda vlády                                        | Marek Borowski              | SLD       | 26. října 1993  | 8. února 1994      |
| Místopředseda vlády                                        | Grzegorz Kołodko            | SLD       | 28. dubna 1994  | 6. března 1995     |
| Místopředseda vlády Ministr spravedlnosti                  | Włodzimierz Cimoszewicz     | SLD       | 26. října 1993  | 6. března 1995     |
| Místopředseda vlády Ministr školství                       | Aleksander Łuczak           | PSL       | 26. října 1993  | 6. března 1995     |
| Ministr financí                                            | Marek Borowski              | SLD       | 26. října 1993  | 8. února 1994      |
| Ministr financí                                            | Henryk Chmielak (úřadující) | nestraník | 8. února 1994   | 28. dubna 1994     |
| Ministr financí                                            | Grzegorz Kołodko            | SLD       | 28. dubna 1994  | 6. března 1995     |
| Ministr privatizace                                        | Wiesław Kaczmarek           | SLD       | 26. října 1993  | 6. března 1995     |
| Ministr zahraničí                                          | Andrzej Olechowski          | BBWR      | 26. října 1993  | 6. března 1995     |
| Ministr kultury a umění                                    | Kazimierz Dejmek            | PSL       | 26. října 1993  | 6. března 1995     |
| Ministr národní obrany                                     | Piotr Kołodziejczyk         | nestraník | 26. října 1993  | 10. listopadu 1994 |
| Ministr zemědělství a výživy                               | Andrzej Śmietanko           | PSL       | 26. října 1993  | 6. března 1995     |
| Ministr životního prostředí, přírodních zdrojů a lesnictví | Stanisław Żelichowski       | PSL       | 26. října 1993  | 6. března 1995     |
| Ministr práce a sociálních věcí                            | Leszek Miller               | SLD       | 26. října 1993  | 6. března 1995     |
| Ministr vnitra                                             | Andrzej Milczanowski        | nestraník | 26. října 1993  | 6. března 1995     |
| Ministr, předseda Komise vědeckého bádání                  | Witold Karczewski           | SLD       | 26. října 1993  | 6. března 1995     |
| Ministr dopravy                                            | Bogusław Liberadzki         | SLD       | 26. října 1993  | 6. března 1995     |
| Ministr zahraniční hospodářské spolupráce                  | Lesław Podkański            | PSL       | 26. října 1993  | 6. března 1995     |
| Ministr zdravotnictví a sociální péče                      | Ryszard Jacek Żochowski     | SLD       | 26. října 1993  | 6. března 1995     |
| Ministryně územního plánování a stavebnictví               | Barbara Blida               | SLD       | 26. října 1993  | 6. března 1995     |
| Ministr průmyslu a obchodu                                 | Marek Pol                   | UP        | 26. října 1993  | 6. března 1995     |
| Ministr komunikací                                         | Andrzej Zieliński           | SLD       | 26. října 1993  | 6. března 1995     |
| Ministr bez portfeje, předseda Centrálního úřadu plánování | Mirosław Pietrewicz         | PSL       | 26. října 1993  | 6. března 1995     |
| Ministr bez portfeje, šéf Úřadu vlády                      | Michał Strąk                | PSL       | 26. října 1993  | 6. března 1995     |